# Oostelijke Mijnstreek
De Oostelijke Mijnstreek is een streek in Nederlands Zuid-Limburg. De naam 'mijnstreek' dateert uit de eerste helft van de twintigste eeuw toen in de streek rondom de kernen Kerkrade, Heerlen, Hoensbroek, Brunssum, Eygelshoven en Schaesberg de industriële steenkoolwinning van de in de Limburgse bodem aanwezige steenkool van de grond kwam.
Het Centraal Bureau voor de Statistiek definieert het gebied van de Oostelijke Mijnstreek als: Beekdaelen, Brunssum, Heerlen, Landgraaf, Voerendaal, Kerkrade en Simpelveld.

## Geschiedenis

### Voor 1900
Oorspronkelijk was de landbouw de belangrijkste economische sector in deze regio. In Kerkrade bestond voor 1900 echter ook al mijnbouw. In de Romeinse villa Kaalheide is steenkool aangetroffen, die waarschijnlijk uit het nabije Wormdal afkomstig was. De annalen van de abdij Rolduc vermelden een schenking in het jaar 1113 in de buurt van de "kalculen" een woord dat als "steenkoolkuilen" wordt geïnterpreteerd en daarmee de oudste vermelding zou zijn van steenkooldelving in Europa. In 1645 pachtte de familie Prick uit Aken het recht om kolen te delven van de abdij. In 1742 besloot het kapittel van de abdij om zelf de kolenmijnen te exploiteren, die in de negentiende eeuw werden voortgezet als de Domaniale mijn.

### Steenkool- en bruinkoolwinning

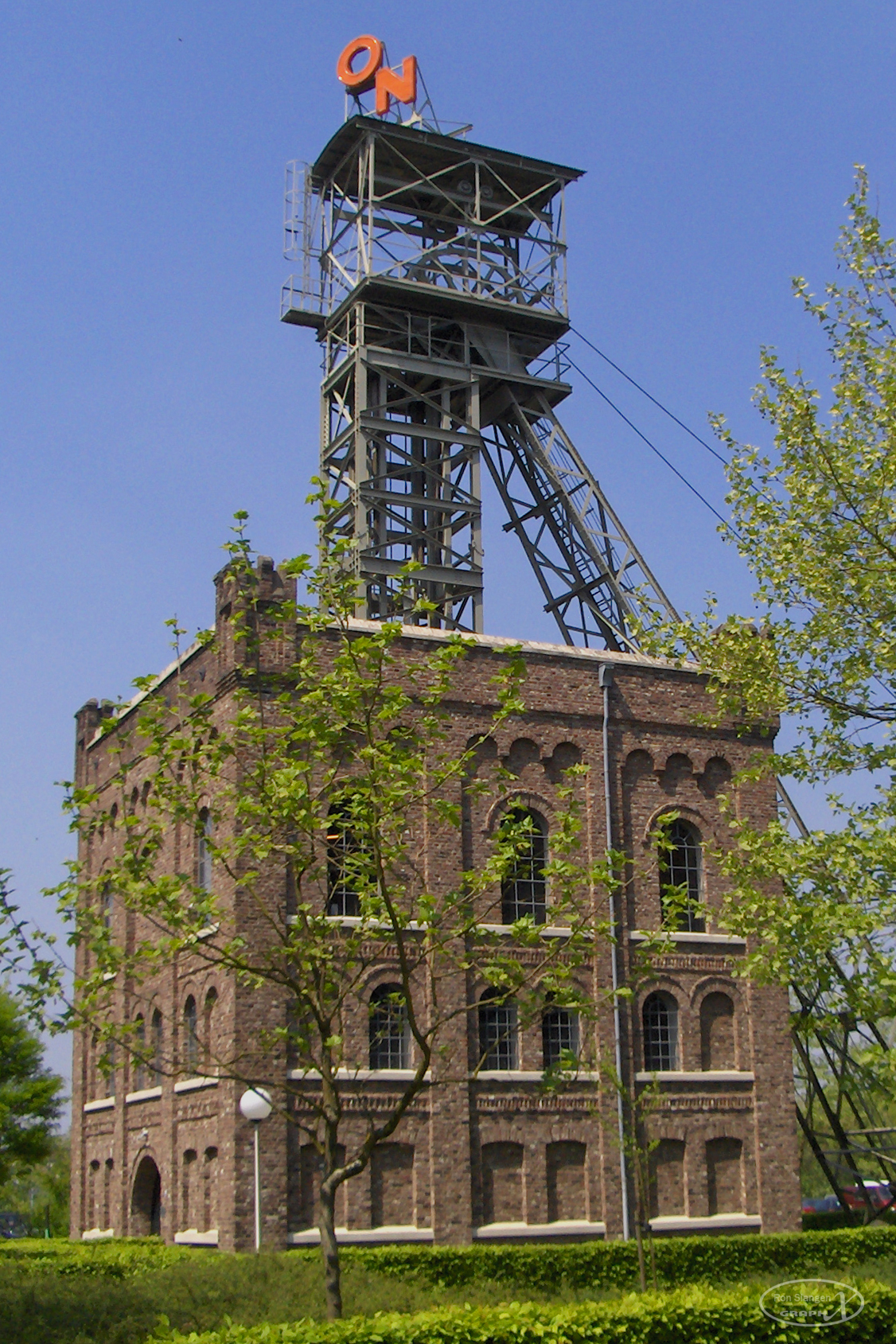
Schachtgebouw van de Oranje Nassaumijn I in Heerlen, nu mijnmuseum

In de periode 1900 tot 1974 draaide de economie in de regio voornamelijk rondom de steenkoolwinning. Het economisch, sociaal en cultureel leven in die periode werd bepaald door de activiteiten rond de Staatsmijnen Wilhelmina, Emma en Hendrik en de particuliere mijnen Oranje-Nassau I t/m IV, de Lauramijn, de Juliamijn, de Domaniale mijn en de Willem-Sophiamijn. De streek behoorde tot de welvarendste gebieden van het land. In 1955 stonden de vier grootste gemeenten (Heerlen, Kerkrade, Brunssum en Schaesberg-Nieuwenhagen) uit de streek in de top 25 van gemeenten met het hoogste aantal hoge inkomens.
De streek kende ook een groot aantal bruinkoolgroeven. Een blijvende herinnering aan deze dagbouw zijn de vele vijvers zoals de Koffiepoel op de Brunssummerheide en het Vijverpark in het centrum van Brunssum. De zandvlakte van de Brunssummerheide is niet natuurlijk maar bestaat uit zilverzand dat vrijkwam bij de ontginning van de bruinkoolmijn waar nu de koffiepoel ligt.
Na 1960 kreeg de steenkool snel concurrentie van andere energiebronnen zoals aardolie en aardgas. Door ontwikkelingen in de zeevaart konden kolen goedkoper van elders worden aangevoerd. Op 17 december 1965 werd tijdens een toespraak van minister Den Uyl van het kabinet-Cals in de stadsschouwburg van Heerlen aangekondigd dat de Limburgse mijnindustrie zou worden gesloten omdat de exploitatie niet langer rendabel was. De sluiting verliep geleidelijk. Veel hoger opgeleide werknemers trokken in de periode 1960 - 1970 weg uit de regio om elders te gaan werken. Op 31 december 1974 werden de laatste 2 steenkoolmijnen in de regio (Julia in Eygelshoven en de Oranje Nassau I in Heerlen) gesloten. Met de sluiting van de steenkoolmijnen verdween een groot aantal banen en zijn de economische gevolgen voor Limburg tot de dag van vandaag merkbaar.
Nog steeds liggen onder Limburg grote voorraden steenkool en bruinkool op winbare diepte. Hoewel de steenkool uit de Oostelijke Mijnstreek op het laatst op 980 meter diepte werd gewonnen, liggen er strategische reserves op beter bereikbare diepten. De in aanleg zijnde, nieuwe Staatsmijn Beatrix onder het huidige Nationaal Park De Meinweg (buiten de Oostelijke Mijnstreek) is nooit in gebruik genomen. Ook liggen er in de Oostelijke Mijnstreek uitgestrekte lagen bruinkool. Winning is onder de huidige sociale en economische omstandigheden echter niet rendabel, daarnaast zou de grootschalige winning van bruinkool ook grote impact hebben op het landschap.

### Afvoer steenkool
In de beginjaren van de ontginning werd veel steenkool per trein vervoerd. Alle kolenmijnen werden daarom aangesloten op het spoorwegnet. In Maastricht werd een gedeelte van de steenkool van de trein op binnenvaartschepen overgeladen via een kolentip. In 1929 kwam de kolentip van Maasbracht in bedrijf. Veel kolen van de particuliere mijnen en Staatsmijn Wilhelmina werden toen per trein naar station Echt vervoerd en gingen vervolgens via de tramlijn Roermond - Sittard naar deze kolentip. Vanaf 1935 nam de haven van Born het tippen over van Maasbracht en werd die in Maasbracht afgebroken. In 1974 werden in Born de laatste goederenwagons met kolen getipt.

### Na de mijnindustrie
In de periode vanaf 1970 is geprobeerd de economie te herstructureren. Dit is grotendeels gelukt, maar de regio behoorde niet langer tot de welvarendste gebieden van het land. In 1975 waren de vier gemeenten Heerlen, Kerkrade, Brunssum en Landgraaf reeds op de bodem (van de lijst met 570 gemeenten) van de ranglijst van hoge inkomens beland (zie afbeelding 'Ranglijst gemeenten met aantal hoge inkomens').
De vervangende werkgelegenheid concentreerde zich vooral in de industrie en de niet-commerciële dienstverlening. Vanaf 1980 heeft de economie in de regio het zwaar te verduren van de toenemende concurrentie uit lagelonenlanden. In deze periode verdween ook weer veel werkgelegenheid in de industrie.
Momenteel kent de Oostelijke Mijnstreek een sterke vergrijzing.

## Landschap

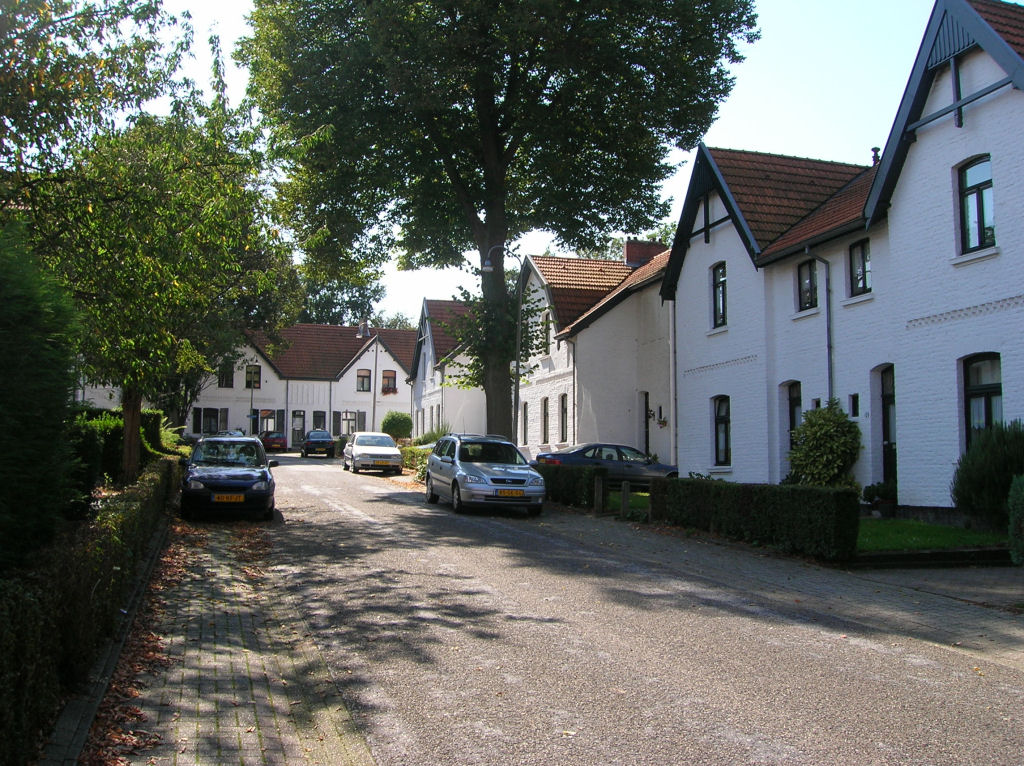
Mijnwerkerskolonie Hopel

Hoewel de steenkolenwinning eindigde op 31 december 1974 met de sluiting van de mijn Oranje-Nassau I te Heerlen, is de ruimtelijke ordening van de Oostelijke Mijnstreek nog erg beïnvloed door het mijnbouwverleden. Typisch kenmerk zijn de zogenaamde "mijnkoloniën": kleine dorpen waarin kompels en andere mijnarbeiders woonden. 
Toen eind 19de eeuw en begin 20ste eeuw bleek dat grote hoeveelheden arbeiders nodig waren voor de winning van steenkolen, vreesden kerken en industriëlen dat deze arbeiders 'rood' (ofwel socialistisch) zouden worden. De mijnkoloniën werden daarom opgezet als kleine dorpen, gescheiden door stukken landbouwgrond. Conform de verzuiling werden mensen van eenzelfde kerk bij elkaar in de wijk gehuisvest. De Oostelijke Mijnstreek bestaat daardoor uit vele, kleinere kernen terwijl de totale bevolking en bevolkingsdichtheid erg hoog zijn.

## Taal en cultuur
Voor de komst van de mijnen was landbouw de belangrijkste sector in deze regio. De mijnwerkers kwamen uit andere provincies, met name uit Drenthe en Friesland. Velen kwamen uit de veenkoloniën en ruilden dikwijls hun plaggenhut voor een stenen huis van de staatsmijnen. Het gevolg hiervan is een sterke protestantse aanwezigheid. Doordat mensen uit verschillende regio's hun eigen protestantse geloofsrichting meenamen, kent de Oostelijke Mijnstreek een hoge kerkverscheidenheid en -dichtheid. Zo kent Treebeek meer dan 10 kerkgebouwen. Door de jaren heen verwaterden deze grenzen steeds meer.
Naast de bouw van veel verschillende kerken, kende ook het verenigingsleven een flinke groei. Zo werden er veel fanfares, harmonieën, schutterijen en sportverenigingen opgericht. Na de sluiting van de mijnen kende de popcultuur een sterke opleving in met name de hardcore punkscene ("MOC", Mijnstreek Oost Crew), met bands als Born from Pain en 37 STABWOUNDZ.
Na de Tweede Wereldoorlog vestigden zich veel Polen in de Oostelijke Mijnstreek. Dit waren 'vrije Polen' die niet terug konden of wilden naar het communistische geworden Polen.
Als gevolg van de arbeidsmigratie is de taalkundige situatie in de Oostelijke Mijnstreek erg divers. Zo is het Kerkraads een kenmerkend eigen dialect dat ook als voertaal dienstdoet. In Heerlen en de gemeente Brunssum daarentegen (met uitzondering van de buurtschap De Kling) is het Heerlens Nederlands gangbaar, een Nederlands dat sterk door het Limburgs is beïnvloed.

## Westelijke Mijnstreek
Naast de Oostelijke Mijnstreek wordt ook gesproken van de Westelijke Mijnstreek, ten noordwesten van deze streek. De Westelijke Mijnstreek bevatte slechts 1 mijn: de Staatsmijn Maurits in Geleen, die echter wel de grootste steenkoolmijn van Nederland was. Op en rond het terrein van de voormalige Maurits is nu chemisch industrieterrein Chemelot gevestigd.

## Parkstad Limburg
De gemeenten in de Oostelijke Mijnstreek werken samen met de gemeenten Voerendaal, Simpelveld en Beekdaelen in het bestuurlijke samenwerkingsverband Parkstad Limburg. De term "Parkstad Limburg" is bedacht door oud-politicus en oud-burgemeester van Kerkrade Thijs Wöltgens en wordt ook gebruikt om deze regio aan te duiden. De naam Parkstad verwijst naar de typische ruimtelijke ordening in de Oostelijke Mijnstreek waarbij zich veel groen tussen de vele kernen bevindt.